# Hydroxypropylmethylcellulose

Structuur van Hydroxypropylmethylcellulose

Hydroxypropylmethylcellulose (HPMC) wordt door de EU onder nummer E464 toegestaan als additief van voedsel en medicijnen. In bijsluiters voor medicijnen wordt de stof ook aangeduid als hypromellose. Het CAS-nummer van HPMC is 9004-65-3 (vervangt het vroegere nummer 8063-82-9).

## Vorming
HPMC is een synthetisch polymeer dat wordt gemaakt door chemische modificatie van cellulose: het is de 2-hydroxypropylether van cellulose. Zogenaamd alkalicellulose (cellulose gemengd met waterige oplossing van een base zoals natriumhydroxide) laat men reageren met propeenoxide en methylchloride, dat voor de ethervorming zorgt. De toegevoegde base breekt de kristallijne structuur van de cellulosematrix af waardoor de chemische reactie gemakkelijker kan gebeuren.

## Eigenschappen
HPMC is een witachtig poeder. Het zwelt op in water en vormt een colloïdale oplossing (een sol). Bij drogen kan men er een film mee vormen. In warm water is het onoplosbaar. Het is oplosbaar in polaire oplosmiddelen, niet in watervrij alcohol, ether of chloroform.
Bij verwarmen verandert een HPMC-sol in een gel; deze verandering is omkeerbaar, bij afkoeling ontstaat opnieuw de colloïdevorm.

## Toepassingen
- In levensmiddelen, onder meer als emulsiestabilisator, verdikker en vetvervanger (de gels van cellulosederivaten hebben een aantal vetachtige eigenschappen);
- In medicijnen, onder meer als verdikkingsmiddel, emulgator voor zalven, in coatings van capsules; als draagstof voor het geneesmiddel zelf zorgt het voor een langzame vrijgave van het middel. Het wordt ook gebruikt in oogdruppels en ooggels voor keratoconjunctivitis sicca ("droge ogen");
- In cosmetische producten, handcrèmes en lotions als verdikker, emulgator en schuimstabilisator.